# FK TSC
Der FK TSC (vollständiger Name auf Serbisch: Фудбалски клуб ТСЦ − ФК ТСЦ, Fudbalski klub TSC – FK TSC), auch nur als TSC bekannt, ist ein serbischer Fußballverein aus Bačka Topola, der in der Super liga spielt, der höchsten Spielklasse im serbischen Fußball. Der FK TSC wurde 1913 gegründet und ist hinter dem FK Vojvodina der derzeit zweitälteste Verein der Super liga. Er war zu den Zeiten des Sozialistischen Jugoslawiens (1945–1992) meist abwechselnd in der 3. und 4. Liga, außer von 1980 bis 1984 und in der Saison 1985/86, als er in der 2. Liga spielte.
Nach dem Zerfall des Sozialistischen Jugoslawien 1991 wurde 1992 die Bundesrepublik Jugoslawien (1992–2003) gegründet, welche nur noch aus den Teilrepubliken Serbien und Montenegro bestand und 2003 seinen Namen in Serbien und Montenegro (2003–2006) änderte. Somit spielten der TSC von 1992 bis 2006 im Ligasystem der Bundesrepublik bzw. in der von Serbien und Montenegro. Auch während dieser Periode spielte der Verein überwiegend in den unteren Spielklassen. Seit der Auflösung des Staatenbundes 2006 spielte der FK TSC auch in Serbien abwechselnd in der 3. und 4. Liga.
Seit 2013 befindet sich der Verein im sportlichen und wirtschaftlichen Aufschwung, sodass der TSC 2017 wieder Zweitligist wurde und seit 2019 erstmals und bis heute erstklassig ist. Als größte Erfolge der Vereinsgeschichte gelten die serbische Vizemeisterschaft 2023 und die damit verbundene Teilnahme an der UEFA-Champions-League-Qualifikation 2023/24, die mindestens die Teilnahme an der Gruppenphase der UEFA Europa League 2023/24 garantiert sowie das Erreichen des Halbfinales im serbischen Pokal 2023.

## Name
| Jahr                                                | Staat                                                                           | Name                      |
| --------------------------------------------------- | ------------------------------------------------------------------------------- | ------------------------- |
| 1913–1918                                           | Habsburger Monarchie · Königreich Ungarn                                        | Topolyai Sport Club       |
| 1918–1929                                           | Königreich der Serben, Kroaten und Slowenen                                     | Topolyai Sport Club       |
| 1930–1941                                           | Königreich Jugoslawien                                                          | JAK Bačka Topola          |
| 1941–1944                                           | Königreich Ungarn                                                               | Topolyai SE               |
| 1945–1951                                           | Sozialistisches Jugoslawien                                                     | FK Jedinstvo Bačka Topola |
| 1951–1974                                           | Sozialistisches Jugoslawien                                                     | FK Topola                 |
| 1974–2005                                           | Sozialistisches Jugoslawien · Bundesrepublik Jugoslawien/Serbien und Montenegro | FK AIK Bačka Topola       |
| 2005–2013                                           | Serbien und Montenegro · Serbien                                                | FK Bačka Topola           |
| 2013–heute                                          | Serbien                                                                         | FK TSC                    |
| Violett unterlegt: Besatzung durch die Achsenmächte |                                                                                 |                           |

Der FK TSC hat sich während seiner Geschichte bisher siebenmal umbenannt, was darauf zurückzuführen ist, dass Bačka Topola Teil verschiedener Staaten und Staatsformen war, darunter Österreich-Ungarn (1867–1918), Jugoslawien (1918–2003), Serbien und Montenegro (2003–2006) sowie Serbien, aber auch auf Vereinsfusionen. Der Verein wurde 1913 unter dem Namen Topolyai Sport Club im damaligen Topolyai gegründet, das von einer ungarischen und serbischen Bevölkerung geprägt war. Der Stadtname leitet sich vom serbischen Wort topola ab, das „Pappel“ bedeutet und auf dem damaligen lokalen Pappelreichtum beruht.
Nach Ende des Ersten Weltkriegs (1914–1918) gehörte die Stadt zum Königreich der Serben, Kroaten und Slowenen (1918–1929), das 1929 die Staatsbezeichnung Königreich Jugoslawien erhielt, sodass der Verein 1930 seinen Namen in Jugoslovenski atletski klub Bačka Topola – JAK Bačka Topola  änderte. Zuvor wurde bereits das Bačka vor dem Stadtnamen hinzugefügt, um seine Zugehörigkeit zur Region Bačka zu unterstreichen und sich damit von Orten mit ähnlichen Namen abzugrenzen, wie Topola aus der zentralserbischen Region Šumadija oder das im serbischen Teil des Banats gelegene Banatska Topola.
Während des Zweiten Weltkrieges (1939–1945) wurde Jugoslawien 1941 von den Achsenmächten überfallen, besetzt und aufgeteilt. Dabei fielen Teile Nordserbiens an das Königreich Ungarn (1920–1946), darunter Bačka Topola. Unter der Okkupation wurde die Namensänderung des Vereins in Topolyai SE vollzogen. Mit der Befreiung der Stadt 1944 wurde Bačka Topola wieder ein Teil des nun Sozialistischen Jugoslawien (1945–1992), in dessen Ligasystem der Verein nun unter dem Namen Fudbalski klub Jedinstvo Bačka Topola – FK Jedinstvo Bačka Topola spielte. Im Jahr 1951 änderte der Verein erneut seinen Namen, nun in FK Topola um, den er über 20 Jahre beibehielt.
1974 fusionierte der Verein mit dem FK Panonija aus dem nahegelegenen serbischen Dorf Panonija zum FK AIK Bačka Topola, den er mit über 30 Jahre am längsten bewahren sollte. Aus wirtschaftlichen Gründen fusionierte der Verein 2005 erneut, nun mit dem FK Bajša aus benachbarten und mehrheitlich von Ungarn bewohnten Dorf Bajša, wodurch der FK Bačka Topola entstand. Zum 100-jährigen Vereinsjubiläum benannte sich der Verein 2013 schließlich in FK TSC um, wobei das TSC ein Akronym des  Gründungsnamen Topolyai Sport Club von 1913 ist. Offiziell heißt der Verein nur FK TSC  und wird meist nur TSC genannt. Unter diesem Namen ist der Verein auch beim Serbischen Fußball-Bund (FSS) und in der 1. serbischen Liga registriert.

## Geschichte

### 1912–1970: Gründungsjahre und erste Erfolge

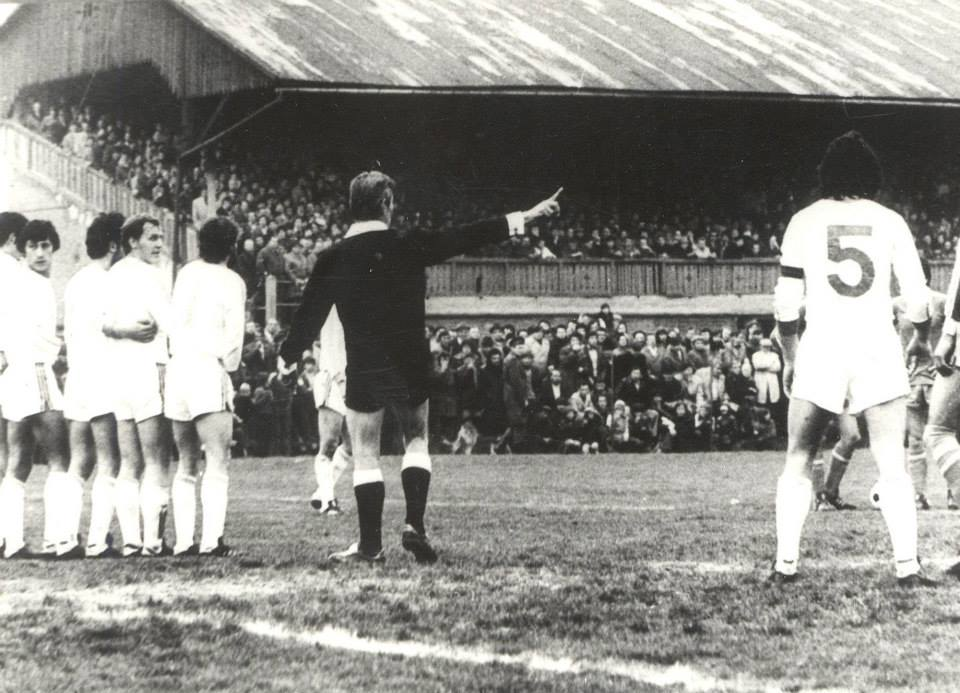
Der FK AIK Bačka Topola in Subotica während der 1970er Jahre.

Der Verein wurde im Jahr 1912 formiert und am 15. Oktober 1913 von István Benis unter dem Namen Topolyai Sport Club als erster Fußballverein in Bačka Topola gegründet, das damals zur Österreich-Ungarn (1867–1918) gehörte. Benis wurde zugleich erster Vereinspräsident, während Károly Beer als erster Sponsor in Erscheinung trat, ein Fleischer der zuvor als erster einen Fußball nach Bačka Topola brachte, die hauptsächlich von Ungarn und Serben bewohnt war. Nach dem Ende des Ersten Weltkriegs (1914–1918) gehörte die Stadt zum Königreich der Serben, Kroaten und Slowenen (1918–1929), das 1929 in Königreich Jugoslawien (1918–1941) umbenannt wurde, sodass der Verein 1930 seinen Namen in JAK Bačka Topola – Jugoslovenski atletski klub Bačka Topola änderte, dessen Spielfeld sich auf dem heutigen Rummelplatz befand.
Anfang der 1930er begann man im Stadtpark mit dem Bau eines Stadions. Dieses wurde während der 1930er Jahre fertiggestellt und erhielt den Namen Gradski stadion Bačka Topola, auf dessen Gebiet der Verein heute noch spielt. Inmitten des Zweiten Weltkrieges (1939–1945) wurde Jugoslawien 1941 von den Achsenmächten überfallen, besetzt und aufgeteilt. Teile Nordserbiens fielen dabei an das Königreich Ungarn (1920–1946), einschließlich Bačka Topola. Unter der Okkupation wurde die Namensänderung des Vereins in Topolyai SE durchgeführt sowie dessen Eingliederung in die 2. ungarischen Liga ab 1942, wo er Erfolge verbuchen konnte, darunter einen zweiten Platz bereits in seiner ersten Saison als Bestplatzierung.
Mit der Befreiung der Stadt 1944 wurde Bačka Topola wieder ein Teil des nun Sozialistischen Jugoslawien (1945–1992). In dessen Ligasystem spielte der Verein unter dem Namen FK Jedinstvo Bačka Topola, genauer in der regionalen und viertklassigen Subotička liga, die nach der benachbarten Stadt Subotica benannt war und dort mit großem Erfolg antrat, was zum Aufstieg des Vereins in die überregionale Srpska liga führte, wo er ebenfalls erfolgreich war. Dazu trug auch der 1945 verpflichtete ungarische Nationalspieler Jenő Kalmár bei, der bis 1948 für den Verein spielte. Im Jahr 1951 änderte der Verein erneut seinen Namen, nun in FK Topola. 1974 fusionierte der Verein mit dem Fußballklub aus dem nahegelegenen und von Serben bewohnten Dorf Panonija zum FK AIK Bačka Topola. Ende der 1960er und über die 1970er spielte der Verein in der regionalen Vojvođanska liga, die ab der Saison 1968/69 einer der dritten Liga des Landes wurde.

### 1980–2010: Vereinsfusionen, erstmals Zweitligist und Investitionen

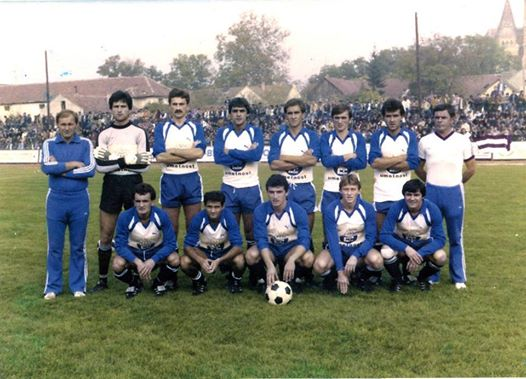
Der FK AIK Bačka Topola während der erfolgreichen 1980er Jahre.

Größere Erfolge verbuchte der Verein in den 1980er, wo man nach dem Gewinn der regionalen Vojvođanska liga von 1980 bis 1984 und in der Saison 1985/86, in der 2. jugoslawische Liga spielte, genauer in der Gruppe West, einer von zwei Gruppen der Liga. Von 1986 bis 1991 blieb der Verein drittklassig. Nach dem 1991 beginnenden kriegerischen Zerfall des Sozialistischen Jugoslawien wurde 1992 die Bundesrepublik Jugoslawien (1992–2003) gegründet, welche nur noch aus den Teilrepubliken Serbien und Montenegro bestand und 2003 seinen Namen in Serbien und Montenegro (2003–2006) änderte. Dementsprechend spielten der TSC von 1992 bis 2006 im Ligasystem der Bundesrepublik bzw. in der von Serbien und Montenegro.
Auch von 1992 bis 1996 blieb der Verein weiter drittklassig. Dabei kam der Verein in der Saison 1992/93 nach einem 2:1-Sieg über den Erstligisten FK Napredak Kruševac erstmalig bis ins Achtelfinale eines nationalen Pokals, wo man am Zweitligisten RFK aus Novi Sad scheiterte. Nach drei Jahren in der 4. Liga, stieg der Verein 1999 wieder auf und blieb drittklassig bis 2003. Am Ende der Saison 2002/03 zog sich der Verein aufgrund finanzieller Probleme aus dem Spielbetrieb zurück. Lediglich die Junioren-Mannschaften setzten in ihren jeweiligen Ligen den Spielbetrieb fort.
2005 fusionierte der Verein mit dem Fußballklub aus dem benachbarten und mehrheitlich von Ungarn bewohnten Dorf Bajša, wodurch der FK Bačka Topola entstand. Der neuentstandene Verein nahm den Platz des FK Bajša ein und startete in der regionalen Vojvođanska liga Sever, die damals vierte Spielklasse von Serbien und Montenegro. Seit der Auflösung des Staatenbundes 2006 spielte der Verein ausschließlich im Ligasystem von Serbien. Der Verein wurde 2007 Meister der viertklassig gebliebenen Vojvođanska liga Sever, musste aber bald darauf wieder den Gang zurück in die 4. Liga gehen.
2011 wurde der Verein Vizemeister der viertklassigen Vojvođanska liga Istok und gewann das Aufstiegsspiel für den Einzug in die Srpska Liga Vojvodina, und war somit nach drei Jahren wieder Drittligist. Nach nur zwei Jahren in der 3. Liga stieg der Verein wieder ab. Zum 100-jährigen Klubjubiläum benannte sich der Klub in FK TSC  um, ein Akronym des Namens Topolyai Sport Club aus dem Gründungsjahr 1913. Am 15. Oktober 2013, zum Jubiläumstag des Vereins, spielte der FK TSC gegen den FK Partizan Belgrad, was man zuhause mit 1:4 verlor. Unter seinem neuen Namen beendete der Verein die Saison 2013/14 als Vizemeister und verlor das Aufstiegsspiel für die 3. Liga nach Elfmeterschießen gegen FK Cement aus Beočin. Die Saison darauf gewann der FK TSC die nun als Bačka liga bezeichnende 4. Liga und kehrte in die 3. Liga zurück.
Während dieser Periode kündigte der Verein in Zusammenarbeit mit dem Serbischen Fußball-Bund (FSS) große Investitionen vor allem von Seiten des Ungarischen Fußball-Bundes (MLZS) an, welches das Fußballspielen in Bačka Topola fördern sollen, das 30 km südlich der Grenze zu Ungarn liegt und etwas weniger als 15.000 Einwohner hat, davon die Hälfte ethnische Ungarn. Schließlich wurden in den folgenden Jahren die TSC Arena erbaut, ein Trainingsgelände und eine Jugendakademie errichtet, sowie in die Mannschaft investiert. Daran waren auch mehrere lokale Sponsoren beteiligt.

### 2010–heute: Aufstiege, Vizemeisterschaft und Europapokal

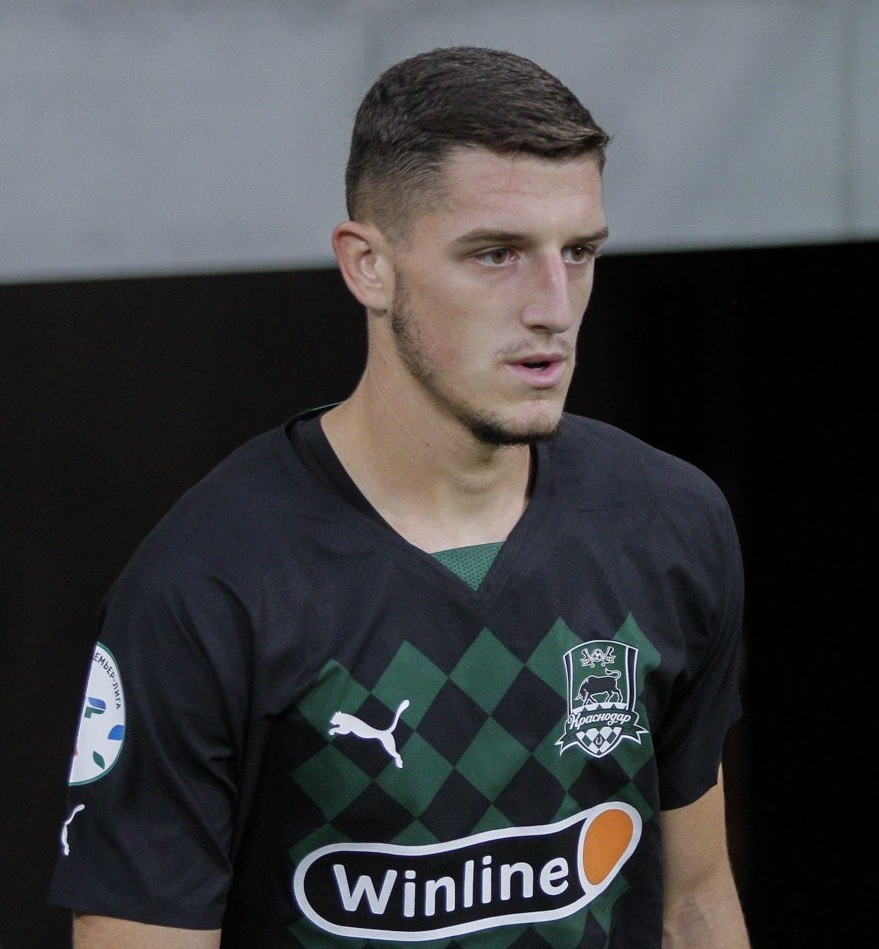
Der serbische Nationalspieler Mihajlo Banjac, der 2022 für 1,6 Millionen Euro vom TSC zum FK Krasnodar nach Russland wechselte.

Nachdem am Ende der Saison 2016/17 die Erstplatzierten FK Bratstvo aus Prigrevica und FK Omladinac aus Novi Banovci auf den Aufstieg verzichteten, rückte der Verein unter Petar Kurćubić als drittplatzierter in die Prva liga als Aufsteiger nach, der zuvor mit
Radovan Krivokapić erreicht wurde. In der Debütsaison als Zweitligist holte der TSC 2018 unter Predrag Rogan, der ab der Rückrunde Krivokapić ersetzte, den vierten Platz und 2019 unter Zoltan Sabo die Meisterschaft, wodurch man erstmalig erstklassig wurde. Zudem erreichte man im selben Jahr nach über 25 Jahren das Achtelfinale eines nationalen bzw. des serbischen Pokals, wo der Verein auswärts an FK Roter Stern Belgrad scheiterte.
Sein erstes Erstligaspiel gewann der Verein am 1. Spieltag auswärts gegen den FK Voždovac mit 1:2. Angeführt vom Kapitän Saša Tomanović, der durch sein 1:0 Kopfballtor den ersten Treffer des Vereins in einer höchsten Spielklasse markierte. In seiner ersten Saison 2019/20 als Super-liga-Verein belegte der TSC den vierten Platz und qualifizierte sich das erste Mal für die Qualifikationsrunde der Europa League. Zudem schoss das TSC-Sturmduo Nenad Lukić und Vladimir Silađi sowie Nikola Petković vom FK Javor Ivanjica mit 16 Treffern die meisten Tore der Liga.
In der ersten Runde der Europa League-Qualifikation 2020/21 besiegte der Verein Petrocub Hîncești in Moldawien mit 2:0 und erzielte damit seinen ersten Sieg in einem europäischen Wettbewerb. Auch hier erzielte Tomanović den ersten Europapokal-Treffer für den Verein, ebenfalls als Kapitän und mit einem Kopfballtor. In der zweiten Runde traf der Verein im benachbarten Gradski stadion von Senta, das als Ausweichstadion aufgrund des Stadionbaus diente (2018–2021), auf den rumänischen Rekordmeister FCSB. In einem spektakulären Spiel stand es nach der regulären Spielzeit 4:4 und nach der Verlängerung 6:6. Dabei beendete der Verein das Spiel aufgrund roter Karten mit zwei Spielern weniger. Nach dem Elfmeterschießen siegte der FCSB mit 5:4.
In der Liga folgten 2021 der 5. Platz und das Viertelfinale im Pokal. Zuvor verstarb Sabo völlig unerwartet Mitte Dezember und wurde von Mladen Krstajić ersetzt. 2022 folgten unter Žarko Lazetić ein sechster Platz und ein weiteres Viertelfinale im Pokal, der zuvor im November 2021 das Ruder von Krstajić übernahm. Anfang der Saison 2022/23 wechselte der serbische Nationalspieler Mihajlo Banjac für 1,6 Millionen Euro nach Russland zum FK Krasnodar, was bisher der größte Transfer des TSC ist. Unter Lazetić verzeichnete der TSC seinen bisher größten Erfolg, als man 2023 serbischer Vizemeister 2023 wurde und sich damit erstmalig für die Qualifikation für die Champions League qualifizierte, die mindestens die Teilnahme an der Gruppenphase der Europa League 2023/24 garantierte, sowie das Erreichen des Halbfinales im Pokal, wo man in der TSC Arena gegen Roter Stern mit 0:3 verlor. Nach der Saison zog es Serbiens U21-Nationalstürmer Petar Ratkov für 4,5 Millionen Euro zum Red Bull Salzburg, womit die Transfersumme beim Verkauf von Mihajlo Banjac überboten wurde.
In der Spielzeit 2023/24 nahm der Verein an der Europa League teil. Er spielte in der Gruppenphase gegen die Mannschaften aus West Ham, Freiburg und Piräus und konnte ein Unentschieden erreichen.

## Klubfarben und Vereinswappen
Die Gründungsfarben des FK TSC aus dem Jahr 1913 waren Grün und Weiß. Das Grün wurde während der Zeiten Jugoslawiens (1918–2003) durch Blau ersetzt. Das blau-weiß gestreifte Vereinswappen wurde 2013 zum 100-jährigen Klubjubiläum eingeführt und ist von Ferencváros Budapests Logo abgeleitet. In der Mitte des Wappens steht TSC, das im oberen Bereich links vom serbischen Namen Bačka Topola und rechts vom ungarischen Topolya flankiert wird. Der sich im unteren Bereich des Logos zwischen der zweiten und dritten Ziffer des Gründungsjahres 1913 befindende Löwe als Wappentier stammt vom Familienwappen des Paul Kray von Krajowa, einem Adeligen der Stadt aus dem 18. Jahrhundert.

## Stadion, Trainingsgelände und Jugendakademie

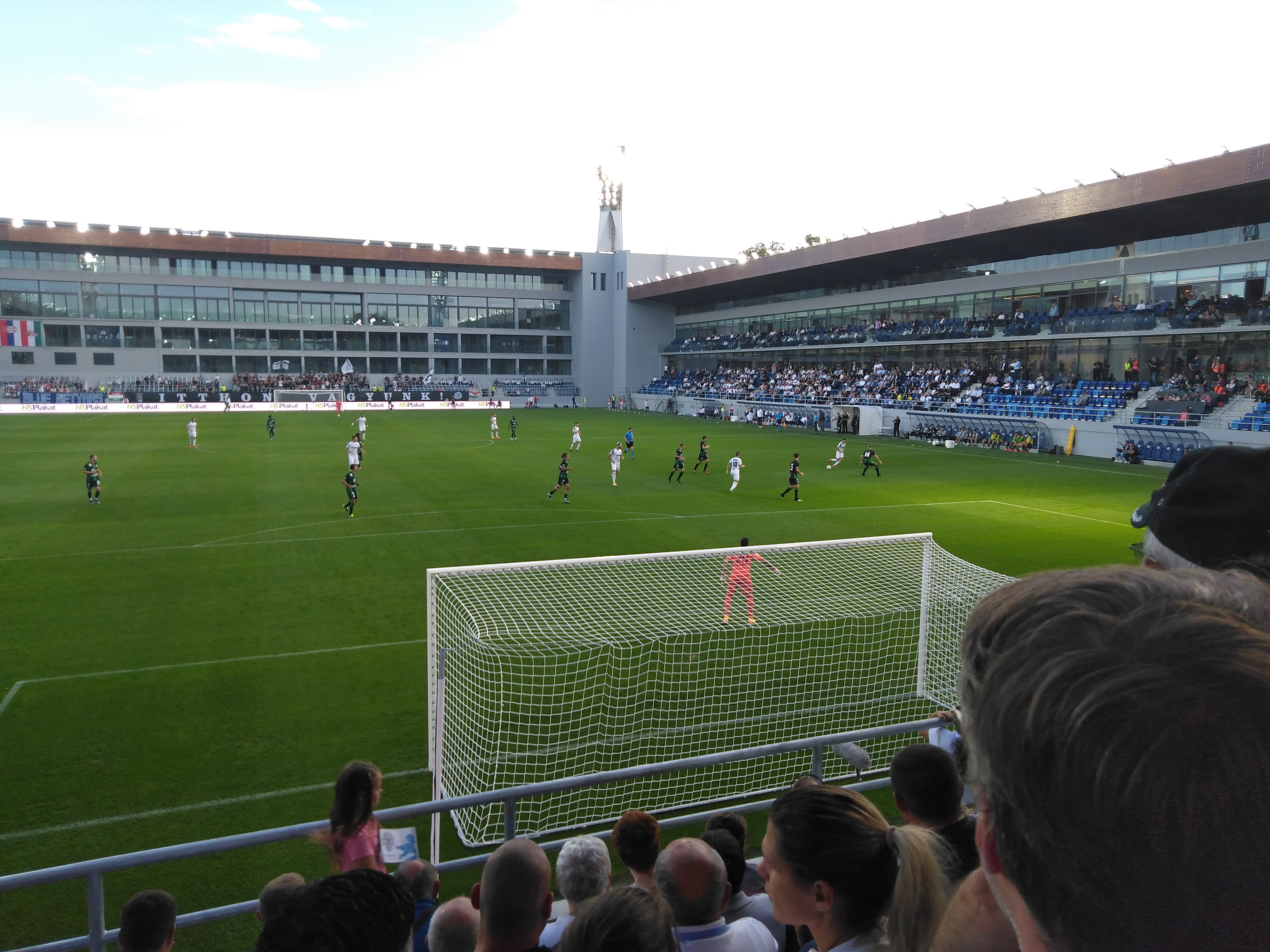
Die 2021 fertiggebaute TSC Arena

Das erste Heimstadion des FK TSC war das während der 1930er Jahre erbaute Gradski stadion Bačka Topola, das 4.000 Zuschauern Platz bot und auf dessen Gelände der Verein sein heutiges Heimstadion errichtet hat. Das heutige Heimstadion des Vereins ist die TSC Arena, ein reines Fußballstadion der UEFA-Kategorie 3, das zwischen 2018 und 2021 erbaut wurde und 4.500 Sitzplätze bietet. Auf dessen Gelände befindet sich auch das neue Trainingsgelände und die neue Jugendakademie, die ebenfalls während dieser Phase erbaut wurden.
Die Gesamtinvestition liegt bei rund 15 Millionen Euro. Die Summe für die Baukosten wurde hauptsächlich durch den ungarischen Fußball-Bund (MLSZ) bereitgestellt und stammen von der ungarischen Regierung. Nachdem die ungarische Regierung bereits Fußballstadien in den Nachbarländern Kroatien, Rumänien und der Slowakei mitfinanziert hat, stand nun das nächste Projekt in Serbien in den Startlöchern.
Das Stadion wurde am 3. September 2021 mit dem Spiel gegen Ferencváros Budapest im Rahmen einer offiziellen Zeremonie vom TSC-Präsidenten Janoš Žemberi eröffnet.

## Persönlichkeiten

### Kader der Saison 2024/25
Stand: 16. Februar 2025
| Nr. |            | Position | Name               |
| --- | ---------- | -------- | ------------------ |
| 1   | Serbien    | TW       | Nikola Simić       |
| 2   | Serbien    | AB       | Matija Popović     |
| 4   | Serbien    | AB       | Vukašin Krstić     |
| 5   | Serbien    | AB       | Dušan Stevanović   |
| 6   | Serbien    | MF       | Aleksa Pejić       |
| 7   | Serbien    | MF       | Milan Radin        |
| 8   | Serbien    | ST       | Saša Jovanović     |
| 9   | Serbien    | ST       | Marko Lazetić      |
| 10  | Osterreich | ST       | Andrej Todoroski   |
| 11  | Serbien    | MF       | Ivan Milosavljević |
| 12  | Serbien    | TW       | Veljko Ilić        |
| 14  | Serbien    | MF       | Petar Stanić       |
| 15  | Serbien    | MF       | Stefan Mladenović  |
| 16  | Serbien    | MF       | Aleksandar Stančić |
| 17  | Serbien    | MF       | Mihajlo Milosavić  |
| 18  | Serbien    | MF       | Mihaljo Banjac     |
| 19  | Serbien    | TW       | Ilja Pantelin      |

| Nr. |                | Position | Name              |
| --- | -------------- | -------- | ----------------- |
| 20  | Serbien        | MF       | Stefan Tomović    |
| 22  | Serbien        | AB       | Stefan Jovanović  |
| 23  | Serbien        | TW       | Nemanja Jorgić    |
| 24  | Kroatien       | ST       | Miloš Jovičić     |
| 25  | Serbien        | MF       | Mateja Đorđević   |
| 27  | Serbien        | ST       | Miloš Pantović    |
| 29  | Kongo Republik | ST       | Prestige Mboungou |
| 30  | Serbien        | AB       | Nemanja Petrović  |
| 31  | Kroatien       | AB       | Luka Capan        |
| 32  | Australien     | AB       | Miloš Degenek     |
| 35  | Serbien        | MF       | David Trajković   |
| 37  | Serbien        | MF       | Miloš Vulić       |
| 60  | Serbien        | AB       | Viktor Rafojević  |
| 70  | Serbien        | ST       | Dragoljub Savić   |
| 88  | Serbien        | ST       | Bence Sós         |
|     | Serbien        | MF       | Momčilo Svilar    |
|     | Serbien        | AB       | Dejan Banjac      |

### Ehemalige Spieler
Der Fußballverein hat bereits paar gute Spieler hervorgebracht. Unter anderem:
- Mihajlo Banjac
- Saša Tomanović
- Nikola Žigić
- Dušan Tadić
- Savo Pavićević
- Jenő Kalmár
- Zvezdan Terzić
- Andrija Kaluđerović

### Ehemalige Trainer
- Mladen Krstajić
- Zoltan Sabo
- Mirko Jovanović
- Predrag Rogan
- Radovan Krivokapić

### Vereinsführung
| Aktuelle Vereinsführung  | Aktuelle Vereinsführung |
| Position                 | Name                    |
| ------------------------ | ----------------------- |
| Vereinspräsident         | Janoš Žemberi           |
| Generaldirektor          | Sabolč Palađi           |
| Sekretär Profimannschaft | Sič Silard              |
| Chefscout                | Mirko Jovanović         |
| Generalsekretär          | Borislav Banjac         |
| Sekretär                 | Radomir Šaban           |
| Ökonom                   | Šandor Dožai            |
| Sicherheitsbeauftragter  | Zlatko Žemberi          |

### Trainerstab
| Aktueller Trainerstab   | Aktueller Trainerstab |
| Position                | Name                  |
| ----------------------- | --------------------- |
| Trainer                 | Žarko Lazetić         |
| Co-Trainer              | Dražen Bolić          |
| Co-Trainer              | Dobrivoje Mutavdžić   |
| Konditionstrainer       | Mihajlo Kostić        |
| Torwarttrainer          | Fargo Silard          |
| Co-Trainer/Datenanalyst | Krsto Jokić           |
| Konditionstrainer       | David Sabo            |
| Physiotherapeut         | Dragan Golubović      |
| Arzt                    | Dr. Tibor Deak        |

## Titel und Erfolge
Der FK TSC spielte im Laufe seiner Geschichte hauptsächlich im Ligasystem des Sozialistischen Jugoslawiens (1945–1992). Nach dem 1991 beginnenden kriegerischen Zerfall Jugoslawiens wurde 1992 die Bundesrepublik Jugoslawien (1992–2003) gegründet, welche nur noch aus den Teilrepubliken Serbien und Montenegro bestand und 2003 ihren Namen in Serbien und Montenegro (2003–2006) änderte. Somit spielte der TSC von 1992 bis 2006 im Ligasystem der Bundesrepublik bzw. in der von Serbien und Montenegro. Seit der Auflösung des Staatenbundes 2006 spielte der Verein ausschließlich im Ligasystem von Serbien. Nach dem Zerfall Jugoslawiens wurde Serbien alleiniger Rechtsnachfolger der 1992 gegründeten Bundesrepublik Jugoslawien. Somit gelten alle gewonnenen Erfolge als gültig und werden weiterhin in Fußball-Wertungen mit einbezogen.
Serbische Meisterschaft
- Vizemeister: 2023

Serbische Zweitliga-Meisterschaft
- Meister: 2019

Jugoslawische/Serbische Drittliga-Meisterschaft
- Meister: 1980, 1985
- Vizemeister: 1978, 1987, 1988, 2016

Jugoslawische/Serbische Viertliga-Meisterschaft
- Meister: 2000, 2007, 2015

Serbischer Pokal
- Halbfinale: 2023

### Europapokalbilanz
| Saison  | Wettbewerb             | Runde                  | Gegner                | Gesamt          | Hin           | Rück          |
| ------- | ---------------------- | ---------------------- | --------------------- | --------------- | ------------- | ------------- |
| 2020/21 | UEFA Europa League     | 1. Qualifikationsrunde | Petrocub Hîncești     | 2:0             | 2:0 (A)       | 2:0 (A)       |
| 2020/21 | UEFA Europa League     | 2. Qualifikationsrunde | FCSB Bukarest         | 6:6 (4:5 i. E.) | 6:6 n. V. (H) | 6:6 n. V. (H) |
| 2023/24 | UEFA Champions League  | 3. Qualifikationsrunde | Sporting Braga        | 1:7             | 0:3 (A)       | 1:4 (H)       |
| 2023/24 | UEFA Europa League     | Gruppenphase           | West Ham United       | 1:4             | 1:3 (A)       | 0:1 (H)       |
| 2023/24 | UEFA Europa League     | Gruppenphase           | Olympiakos Piräus     | 4:7             | 2:2 (H)       | 2:5 (A)       |
| 2023/24 | UEFA Europa League     | Gruppenphase           | SC Freiburg           | 1:8             | 1:3 (H)       | 0:5 (A)       |
| 2024/25 | UEFA Europa League     | Play-offs              | Maccabi Tel Aviv      | 1:8             | 0:3 (A)       | 1:5 (H)       |
| 2024/25 | UEFA Conference League | Ligaphase              | FK Astana             | 0:1             | (A)           |               |
| 2024/25 | UEFA Conference League | Ligaphase              | Legia Warschau        | 0:3             | (H)           |               |
| 2024/25 | UEFA Conference League | Ligaphase              | FC Lugano             | 4:1             | (H)           |               |
| 2024/25 | UEFA Conference League | Ligaphase              | FC St. Gallen         | 2:2             | (A)           |               |
| 2024/25 | UEFA Conference League | Ligaphase              | KAA Gent              | 0:3             | (A)           |               |
| 2024/25 | UEFA Conference League | Ligaphase              | FC Noah Jerewan       | 4:3             | (H)           |               |
| 2024/25 | UEFA Conference League | Play-offs              | Jagiellonia Białystok | 2:6             | 1:3 (H)       | 1:3 (A)       |

Gesamtbilanz: 20 Spiele, 3 Siege, 3 Unentschieden, 14 Niederlagen, 28:59 Tore (Tordifferenz −31)